# Philoscia miamiensis
Philoscia miamiensis är en kräftdjursart som beskrevs av Schultz1966. Philoscia miamiensis ingår i släktet Philoscia och familjen Philosciidae. Inga underarter finns listade i Catalogue of Life.